# Fallou
Fallou is een gemeente (commune) in de regio Koulikoro in Mali. De gemeente telt 30.000 inwoners (2009).